# Fixed-term Parliaments Act 2011
Der Fixed-term Parliaments Act 2011 war ein Gesetz des britischen Parlaments, das am 15. September 2011 beschlossen wurde. Unter den Bestimmungen des Gesetzes mussten Parlamentswahlen alle fünf Jahre stattfinden (ab 2015). Die Einführung fester Legislaturperioden für das Parlament war ein Teil der Koalitionsvereinbarung 2010 zwischen den Konservativen und Liberaldemokraten nach der Regierungsbildung 2010.
Das Gesetz wurde durch den Dissolution and Calling of Parliament Act 2022, der am 24. März 2022 in Kraft trat, wieder aufgehoben und dadurch das freie Ermessen des Premierministers, jederzeit Neuwahlen verlangen zu können, wieder eingeführt. Verblieben ist lediglich der Grundsatz, dass das Parlament nach Ablauf von fünf Jahren automatisch aufgelöst wird.

## Hintergrund
Vor der Verabschiedung dieses Gesetzes konnte das Parlament durch eine königliche Proklamation aufgelöst werden. Zunächst ermöglichte dies dem Monarchen, den Zeitpunkt für die Auflösung eines Parlaments zu bestimmen. Im Laufe der Jahrhunderte folgte aber der Monarch diesbezüglich in zunehmendem Maße dem Rat des Premierministers. Seit dem 19. Jahrhundert hatte der Premierminister die tatsächliche Gewalt über die Festlegung des Datums einer Parlamentswahl.
Das Sieben-Jahres-Gesetz 1715 (Septennial Act) sah vor, dass ein Parlament sieben Jahre nach seiner Vorladung abgelaufen war; das Parlamentsgesetz 1911 schränkte diese Frist auf fünf Jahre ein. Außer während der Kriegszeiten im Ersten und Zweiten Weltkrieg, als die Amtsdauer des Parlaments durch entsprechende Gesetze verlängert wurde, erreichte kein britisches Parlament seine maximale Zeitdauer. Die maximale Zeitdauer von fünf Jahren gilt für die Legislaturperiode; die Zeit zwischen zwei Parlamentswahlen kann etwas länger sein. Zum Beispiel fand die Unterhauswahl 1992 am 7. April und die Unterhauswahl 1997 am 1. Mai 1997 statt; das 1992 gewählte Unterhaus hatte jedoch nur eine Amtsdauer von 4 Jahren und 11 Monaten (die längste erreichte Amtsdauer zwischen dem Zweiten Weltkrieg und der Verabschiedung des Fixed-term Parliaments Act).

## Bestimmungen
Zunächst verlangte § 3 des Gesetzes, dass ein Parlament 17 Arbeitstage vor einem Parlamentswahltag aufgelöst werden soll. 2013 änderte der Electoral Registration and Administration Act diese Bestimmung auf 25 Arbeitstage.
Das Gesetz sah vor, dass Parlamentswahlen am ersten Donnerstag im Mai im fünften Jahre nach der vorherigen Parlamentswahl stattzufinden haben. Das erste Datum hierfür war der 7. Mai 2015. Gemäß Paragraph 1 Abs. 5 verfügte jedoch der Premierminister mittels einer Rechtsverordnung über das Recht, den Wahltag um höchstens zwei Monate zu verschieben. Diese Rechtsverordnung muss von den beiden Häusern (dem Unter- sowie Oberhaus) genehmigt werden.
§ 2 des Gesetzes eröffnete zwei Wege für eine Parlamentswahl vor dem Ende dieser Fünfjahresfrist:
- Zwei Drittel aller Mitglieder des Unterhauses (einschließlich unbesetzter Sitze) stimmen für eine vorzeitige Parlamentswahl.
- Das Unterhaus beschließt, dass „dieses Haus kein Vertrauen zur Regierung Ihrer Majestät hat“, und es hebt dieses Votum nicht innerhalb von 14 Tagen durch ein gegenteiliges Votum auf, indem es beschließt, dass „dieses Haus Vertrauen zur Regierung Ihrer Majestät hat“.

Tritt einer dieser beiden Fälle ein, so verkündet der Monarch (auf Vorschlag des Premierministers) den Tag für die neue Parlamentswahl durch eine königliche Proklamation. Das Parlament wird 25 Arbeitstage vor diesem Datum aufgelöst.

## Umgehung des Gesetzes durch denEarly Parliamentary General Election Act2019
Nachdem Premierminister Boris Johnson im September und Oktober 2019 für vorgezogene Neuwahlen bei drei Versuchen nicht die nötige Zweidrittelmehrheit des Fixed-term Parliaments Act für Neuwahlen im Unterhaus erreichte, brachte er den Gesetzesvorschlag Early Parliamentary General Election Bill ein, um entgegen der Bestimmungen des Fixed-term Parliament Act am 12. Dezember 2019 wählen zu lassen. Dieses Gesetz wurde am 29. Oktober 2019 vom Unterhaus und am 30. Oktober vom Oberhaus mit einfacher Mehrheit beschlossen, und infolgedessen wurde daraufhin das bestehende Unterhaus vorzeitig aufgelöst.